# Apostolove
Apostolove (em ucraniano:   Апостолове; em russo:   Апо́столово) é uma cidade da Ucrânia, situada no Oblast de Dnipropetrovsk. Tem 15 km² de área e sua população em 2020 foi estimada em 16.356 habitantes.